# 伊什科希姆
伊什科希姆 ，也称为伊什卡希姆 (俄语：Ишкашим)，是一个村公社（直辖）和村庄在塔吉克斯坦东南部。它是山地巴达赫尚自治州伊什科希姆县的县治所在地。村公社总人口为 7,673（2015 年）。伊什科希姆位于喷赤河右岸，在其西南西流向急转北的地方，位于河对面阿富汗的同名城镇，尽管阿富汗城镇的名称通常是音译 伊什卡希姆。2006 年开通的一座桥将这两个城镇连接起来。
计划重建连接伊什科希姆和州首府霍罗格的100公里高速公路，该高速公路已被雪崩损坏。

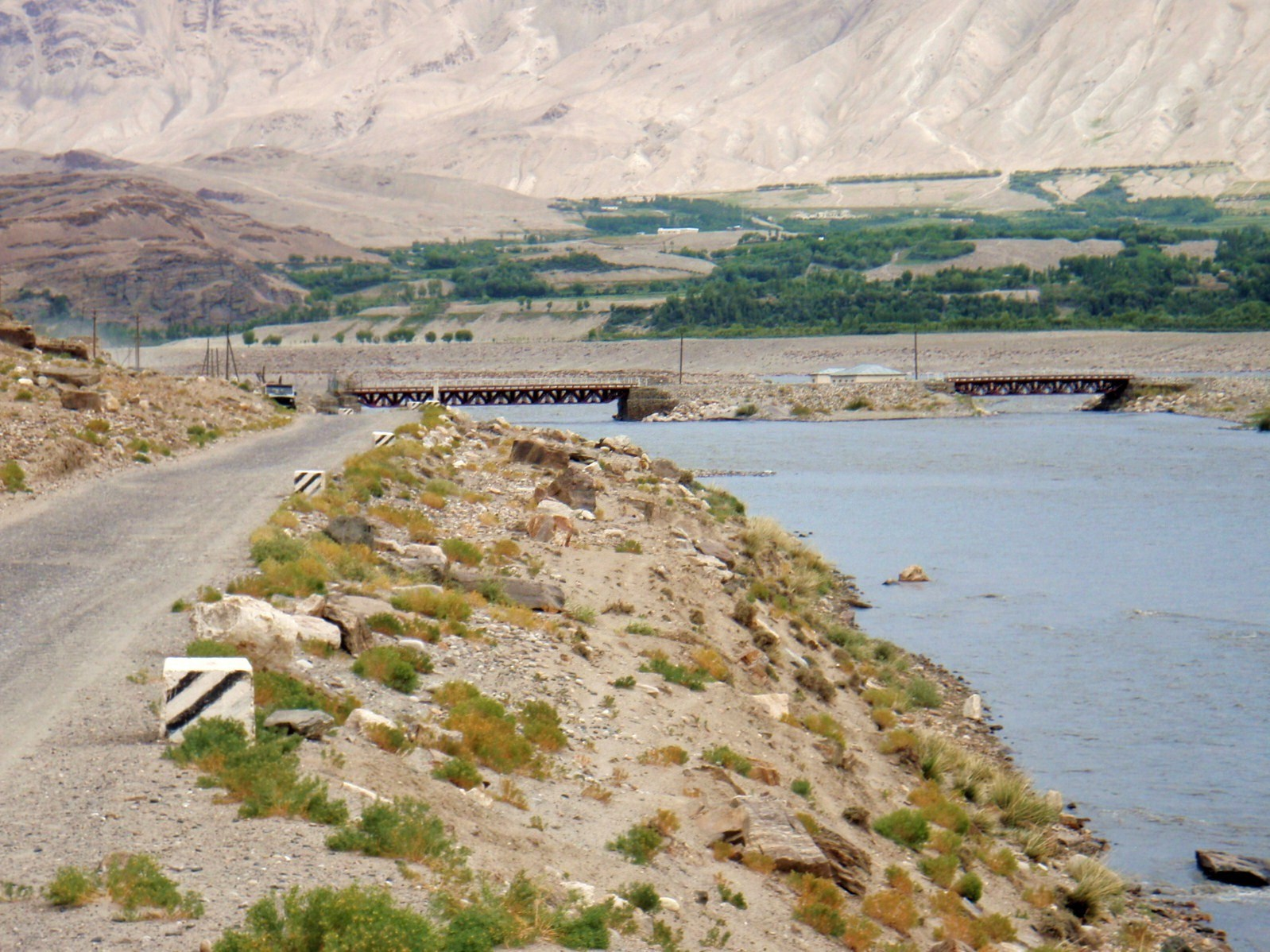
伊什科希姆边界桥

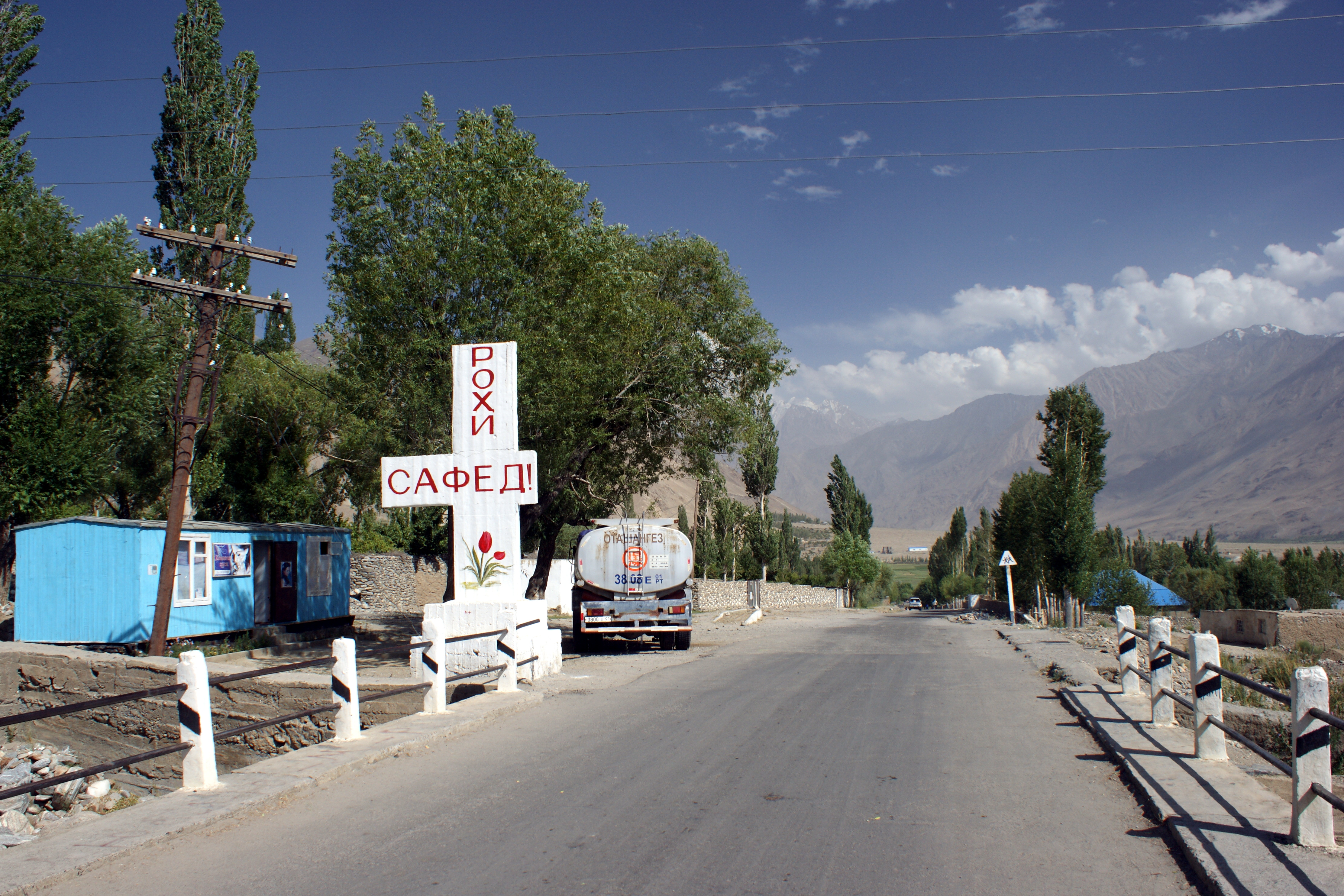
靠近伊什科希姆边界桥

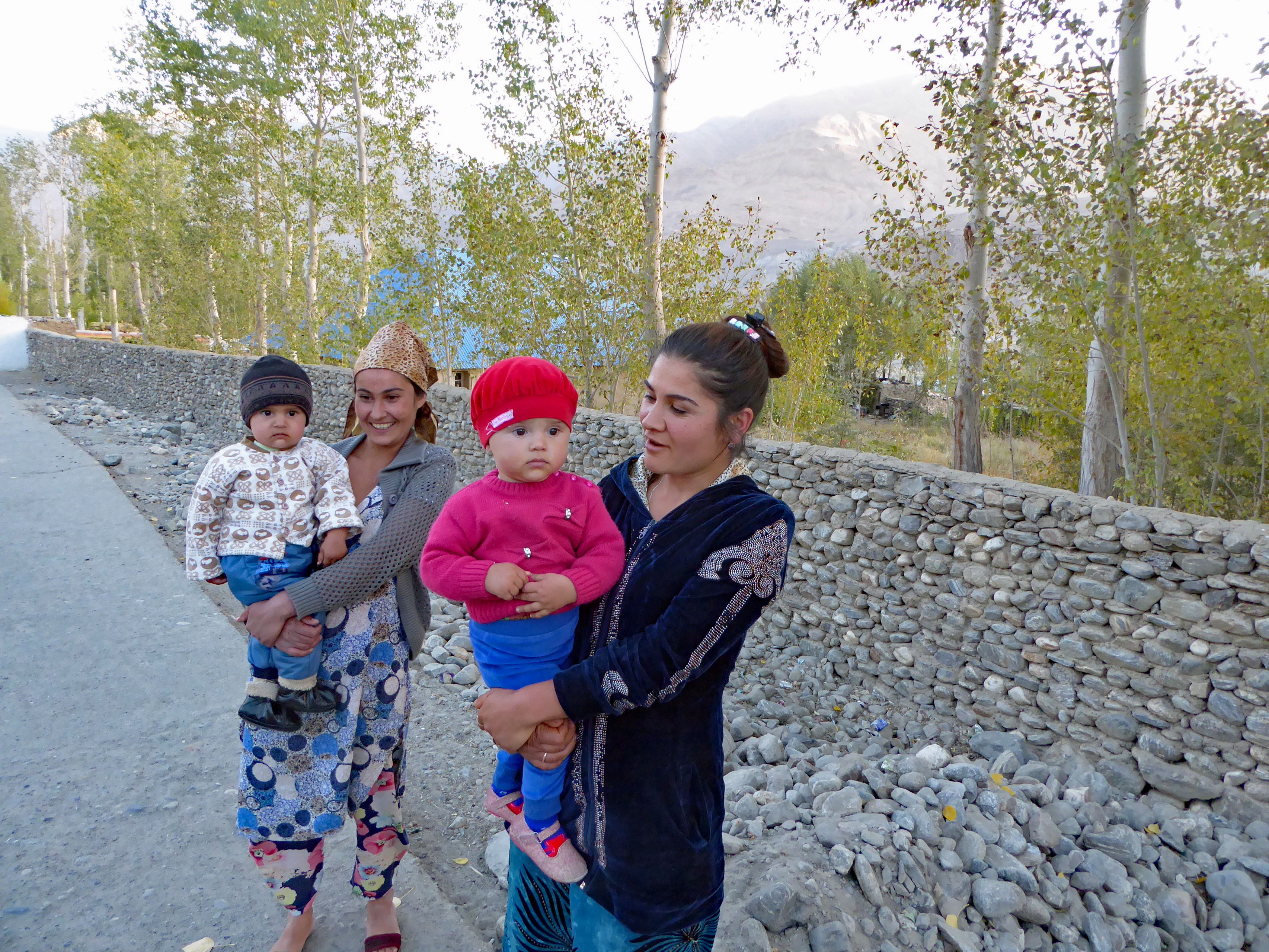
伊什科希姆的当地人